# Citychamp Watch & Jewellery
Die Citychamp Watch & Jewellery Group Limited (chinesisch 冠城鐘錶珠寶集團有限公司, früher China Haidian Holdings Limited 中國海澱集團有限公司) ist eine chinesische, seit 1991 an der Hongkonger Börse notierte Unternehmensgruppe. Sie stellt Uhren her und ist im Immobiliengeschäft tätig.

## Uhrenproduktion
Laut eigenen Angaben gehörten die Eigenmarken Ebohr und Rossini 2007 zu den vier führenden Uhrenmarken in China, mit Marktanteilen von jeweils über 20 % (Stand 2007). Darüber hinaus hält das Unternehmen seit 2011 die Mehrheit am Schweizer Uhrenhersteller Eterna SA. Über seine Tochterfirma International Volant Limited besitzt China Haidian auch die Schweizer Uhrenmarke Codex. Im April 2013 folgte die Übernahme eines weiteren Schweizer Uhrenherstellers, Corum.

## Immobilien
Das Unternehmen investiert in und entwickelt diverse Immobilien, darunter in Shenzhen und anderen Metropolen Chinas.